# Synagoga Nomer Tamid w Białymstoku
Synagoga Nomer Tamid (z hebr. Wieczny Płomień Świec) – synagoga, która znajdowała się w Białymstoku. Zburzona w czasie II wojny światowej.

## Historia
Synagoga była pierwotnie drewniana, w okresie późniejszym obmurowana. Ufundował ją hetman Jan Klemens Branicki jako dar dla nowo powstałej białostockiej gminy żydowskiej najprawdopodobniej w 1703 lub 1711 roku. Znajdowała się przy ówczesnej ulicy Bóżniczej (późniejsza ul. Suraska), zaraz naprzeciwko synagogi Starej, następnie Wielkiej Synagogi. Swoją architekturą nie wyróżniała się od otaczających ją budynków. W 1938 roku Jan Glinka na stropie kazalnicy odczytał datę budowy: 1715 lub 1718.
Wiadomo, że bożnica nie posiadała części dla kobiet. Synagoga została doszczętnie zniszczona podczas II wojny światowej. W miejscu, gdzie stała synagoga, wybudowano parking.